# یس پیتر آسموسن

یس پیتر آسموسن

یِس پیتر آسموسن (به دانمارکی: Jes Peter Asmussen)‏ (۲ نوامبر ۱۹۲۸ – ۵ اوت ۲۰۰۲) ایران‌شناس اهل دانمارک است.
آسموسن در دوم نوامبر ۱۹۲۸ در جنوب یوتلاند دانمارک به دنیا آمد. پس از تحصیلات مقدماتی، در سال ۱۹۴۸ در دانشکدهٔ الهیات کپنهاگ به تحصیل پرداخت و در سال ۱۹۵۴ به دریافت مدرک عالی الهیات نایل آمد و یک سال با عنوان کشیش در نیروی دریایی سلطنتی دانمارک در گرینلند خدمت کرد.
تخصص آسموسن در ادیان باستانی ایران، به‌ویژه آیین مانی و تاریخ و ادبیات فارسی و عربی است و متن و ترجمهٔ یکی از نسخه‌های ختنی (سکایی) را منتشر کرده‌است. از سال ۱۹۵۵ تا ۱۹۶۰ در کپنهاگ معلم بوده، از سال ۱۹۶۰ تا ۱۹۶۶ استادیار، و از ۱۹۶۶ تا ۱۹۶۷ دانشیار بوده‌است. در سال ۱۹۷۳ به عضویت آکادمی سلطنتی علوم و ادبیات دانمارک انتخاب شد. در سال ۱۹۷۶ به لقب «شوالیهٔ دانبروگ» مفتخر شد.

## آثار
آثار او مربوط به ایران و ادب فارسی عبارتند از:
- متون تاریخی دوران هخامنشی.[۴]
- ملاحظاتی دربارهٔ برخی قصه‌های عامیانهٔ ایرانی در ارتباط با جادوگری.[۵]
- ادبیات کلاسیک فارسی نو در ترجمهٔ آثار یهودی-فارسی.[۶]
- چند واژهٔ کمیاب در مثنوی جمشید و خورشید از سلمان ساوجی.[۷]
- نظری به ادبیات کلاسیک ایران.[۸]
- ادبیات ایران.[۹]
- نوای سرودهای به یهودی-فارسی.[۱۰]